# Præsidium
 (février 2024).
Si vous disposez d'ouvrages ou d'articles de référence ou si vous connaissez des sites web de qualité traitant du thème abordé ici, merci de compléter l'article en donnant les références utiles à sa vérifiabilité et en les liant à la section « Notes et références ».
Le præsidium, praesidium ou présidium, est le comité exécutif de différentes organisations, dont des corps législatifs.

## Étymologie
Le nom vient du latin praesidium, langue dans laquelle on a longtemps utilisé la ligature æ pour ae dans les textes imprimés. Il signifie littéralement « protection ou défense ». Son pluriel latin est præsidia et son pluriel en français est présidiums.

## États communistes
Dans les États communistes, il s'agit du comité exécutif permanent des différentes instances législatives, tel le Soviet suprême de l'Union des républiques socialistes soviétiques. Le Præsidium du Soviet suprême de l'URSS est devenu officiel en 1936 lorsque le Soviet suprême a remplacé le comité central exécutif.
De 1936 à 1989, « président du Présidium du Soviet suprême » était le titre porté par le chef d'État de jure de l'Union soviétique. Néanmoins, c'est le secrétaire général du Parti communiste qui, fréquemment, détenait la réalité du pouvoir et était de ce fait reconnu comme le leader soviétique à l'étranger (comme Mikhaïl Gorbatchev par rapport à Andreï Gromyko). 
De 1952 à 1966, le Politburo du Parti communiste de l'Union soviétique était connu comme le Présidium du Comité central du Parti communiste. Malgré la ressemblance des titres, il s'agissait de deux corps exécutifs différents par leurs fonctions.

## Autres significations
En Allemagne, il existe un præsidium du Bundestag. Le parlement islandais en a aussi un à sa tête (le præsidium de l'Alþing).
Un præsidium est aussi un groupe de personnes qui s'occupe de la gestion quotidienne des organismes étudiants en Allemagne, en Autriche, en Suisse, aux Pays-Bas, en Belgique, et en Pologne.